# Perizoma variabilis
Perizoma variabilis là một loài bướm đêm trong họ Geometridae.